# Marquesado de Quintana de las Torres
El Marquesado de Quintana de las Torres es título nobiliario español concedido el 30 de agosto de 1660 a Juan Vélez de Guevara y Salamanca, Gaona y Velasco, adelantado del Chocó, de la Orden de Calatrava, gentilhombre de boca del Rey Felipe IV, corregidor de Jerez de la Frontera y Córdoba.
El título corresponde al lugar de Quintanapalla que es una villa y un municipio, en el partido judicial de Burgos, comarca de Alfoz de Burgos, provincia de Burgos, Castilla la Vieja, hoy comunidad autónoma de Castilla y León, (España).
Juan Vélez de Guevara y Salamanca, Gaona y Velasco fue dos veces gobernador, y capitán general de Antioquia , en el Nuevo Reino de Granada, alguacil mayor de la Audiencia de Santa Fe, adelantado del Choco, en su colonización entre 1638 y 1643, caballero de la Orden de Calatrava, gentilhombre de boca del Rey Felipe IV, corregidor de Jerez y Córdoba, era hijo de Alonso Vélez de Salamanca, alcalde mayor de Burgos y corregidor de Ávila y de Casilda de Gaona, hija de Francisco de Gaona Baraona, señor de las Torres de Villaverde del Monte y de Beatriz Malvenda.

## Señores de las Torres de Villaverde del Monte
Francisco de Gaona Baraona, señor de las Torres de Villaverde del Monte; casado con Beatriz Malvenda, hija de Francisco de Malvenda, regidor de Burgos hasta 1582 y Margarita Alonso de Malvenda. Padres de Casilda de Gaona y Varona, señora de las Torres de Villaverde del Monte.
Casilda de Gaona y Varona, señora de las Torres de Villaverde del Monte; Casada con Alonso Vélez de Salamanca, alcalde mayor de Burgos y corregidor de Ávila, hijo de  Miguel de Salamanca (fallecido en 1571), regidor de Burgos y comerciante de lanas burgalés, del tronco Rodríguez Salamanca Varillas, señores de Arroyal y Olmos Albos, y de su segunda mujer doña María de Velasco Vélez de Guevara, hermana entera de  Pedro Vélez de Guevara, IV Conde de Oñate. Fue su hijo segundo, Juan Vélez de Guevara y Salamanca, Gaona y Velasco, el I marqués de Quintana de las Torres.
Francisco Vélez Gaona y Varona, hermano mayor de Juan Vélez de Guevara y Salamanca, Gaona y Velasco, I marqués de Quintana de las Torres, fue el señor de las Torres de Villaverde del Monte, y Dehesas, y Terradilla, caballero de la Orden de Santiago, casó con Francisca Girón, hija de los segundos Marqueses de Sofraga; Fue su única hija y sucesora:
Inés Vélez Gaona y Varona, señora de las Torres de Villaverde del Monte; Casada con  Juan de Salamanca y Velasco, caballero del Orden de Santiago, señor de la Villa de Berberana. A partir de este matrimonio, de quienes fue hijo, y sucesor  Benito de Salamanca Gaona y Varona, el Señorío de las Torres de Villaverde del Monte está unido al Señorío de Berberana.

## Marqueses de Quintana de las Torres
- Juan Vélez de Guevara y Salamanca, Gaona y Velasco, Adelantado del Choco, de la Orden de Calatrava, Gentilhombre de boca del Rey Felipe IV, corregidor de Jerez y Córdoba, I marqués de Quintana de las Torres; Casado con Gerónima de Caicedo y Carrillo, Les sucedió su hijo:
- Alonso Vélez de Guevara y Caicedo (1631-1680), II marqués de Quintana de las Torres; Casado con Mariana Galindo y Guzmán Lasso De La Vega (1640- ), hermana de la Marquesa de Santaella. Les sucede su hijo:
- Cristóbal Vélez (Ladrón) de Guevara y Salamanca y Galindo De Guzmán (Arcos de la Frontera 1656 - 1728). Hijo legítimo de  Alonso Vélez de Guevara y de Mariana Galindo de Mendoza Lasso de la Vega (Ana Galindo y Guzmán Lasso de la Vega). III marqués de Quintana de las Torres;
- Alonso Antonio Vélez de Guevara y Caicedo (1682-1715). IV marqués de Quintana de las Torres. Hijo de Cristóbal Vélez Ladrón de Guevara y Galindo (Arcos de la Frontera, 1656-1728), III marqués de Quintana de las Torres y Ángela Josefa de Caicedo y Vásquez de Velasco, hija de  Francisco Félix Beltrán de Caicedo y López de Mayorga, caballero de Santiago y de Ángela Vásquez de Velasco y Salazar, hija de Pedro Vásquez de Velasco, presidente de Charcas y Quito, y de Ángela de Salazar y Uscátegui. marqués de Texala , III marqués de Quintana de las Torres; casado en Badajoz en 1712, con Ana Maitre De Bay (1692-) o Anne Maître y Wicentrence, hija de Alejandro Maître de Bay y Pourtier (1650-1715), I marqués de Bay y de Cecilia Wicentrence. Su hermano Isidro de Maitre, II marqués de Bay. Les sucede su hija:
- Ángela Vélez de Guevara (1714-1753) V Marquesa de Quintana de las Torres. Se casó en Écija el 30 de diciembre de 1739 con Juan Fernando Arias de Saavedra y Figueroa, barón de Boymer y Rimberg.[8] Les sucede su hijo:
- Fernando Juan Arias de Saavedra Vélez de Guevara (1745-1811) , VI marqués de Quintana de las Torres y marqués de Bay, barón de Boymer y Rimberg; casado con doña Isabel Hoces y Hoces (Córdoba y Venegas), hija de Lope de Hoces, V conde de Hornachuelos, señor de la Albaida, capitán del Regimiento de Caballería de Calatrava. marqués de Santaella y marqués de Santa Cruz de Paniagua. Su hija primogénita fue Ángela Arias de Saavedra Vélez de Guevara y Hoces (3-5-1772-11-3-1799), casada en Écija, el 19 de abril de 1792, con Juan Bautista Pérez de Barradas y Pérez de Barradas, VIII marqués de Peñaflor, VI marqués de Cortes de Graena, grande de España. Sus hijos fueron: Fernando, José, Inés, María Dolores y María del Valle. Le sucede su nieto:
- Fernando Pérez de Barradas y Arias de Saavedra (1798-1856), IX marqués de Peñaflor, VII marqués de Cortes de Graena, VII marqués de Quintana de las Torres
- Juan Bautista Pérez de Barradas y Bernuy (1830 - 1891), VIII marqués de Quintana de las Torres;[9]
- Fernando Pérez de Barradas y Fernández de Córdoba (1856 - 1928), IX marqués de Quintana de las Torres;[10]
- Álvaro Pérez de Barradas y Fernández de Córdoba (1860 - 1939), X marqués de Quintana de las Torres;
- Jaime Mariátegui y Pérez de Barradas, (1879 - 1943), XI marqués de Quintana de las Torres;
- Jaime Mariátegui y Arteaga, (1918-2000), XII marqués de Quintana de las Torres;
- Gonzalo Mariátegui y Valdés, XIII marqués de Quintana de las Torres;